# 奥古斯丁·圣-希莱尔
奥古斯丁·弗朗索瓦·塞萨尔·普罗旺斯·德圣-希莱尔（Augustin François César Prouvençal de Saint-Hilaire，1779年10月4日—1853年9月4日）为法国植物学家及旅行家。其在植物胚胎方面有重大发现。